# ゲンキ王国
『ゲンキ王国 〜GENKING〜』（ゲンキおうこく ゲンキング）は、2002年10月3日から2003年9月25日まで関西テレビで放送されたコント番組。

## 内容
ゲンキ王国の国技であるコントを極めていくという設定で行われていた深夜番組。「東のはねトび、西のゲンキ王国」とも言われていた。

## 放送時間
- 木曜 24:40 - 25:10 （2002年10月 - 2003年3月）
- 木曜 24:35 - 25:05 （2003年4月 - 2003年9月）

## 出演者
- 後藤ひろひと（ゲンキ王国の国王）
- WEST SIDE
  - ランディーズ
  - ロザン
  - キングコング
- Jolly Jolly
  - 堀朱里
  - 相沢優奈（2002年12月まで） → 滝口ミラ
  - 國重友美
- 小牧芽美
- 藤本景子（ナレーション）

## コント
- ENJOY!いい子供
- 魚のファッションショー
- スガエモン
- わかる君とわからん君
- 中川語学スクール
- 銀色さん
- 仏滅くん
- 西野作
- 極道英会話
- 不真面目新聞
- スガモン

## エンディングテーマ
- what happened to you? （オフスプリング）